# Nebtou
Nebtou est une reine égyptienne, épouse de Thoutmôsis III.  
Elle est représentée sur un pilier dans la tombe de Thoutmôsis (KV34) où le pharaon mène une procession des membres de sa famille : ses deux grandes épouses royales Mérytrê-Hatchepsout et Satiâh, son épouse Nebtou et sa fille Néfertari. Les noms de Satiâh et Néfertari sont suivis de maa kheru, montrant qu'elles étaient déjà décédées lors de la construction du tombeau. Contrairement au nom des deux autres épouses, le nom de Nebtou n'est pas inclus dans un cartouche.  
Elle avait un domaine, dont l'intendant, Nebamon, est enterré dans la nécropole thébaine, tombe TT24.  
Il existait aussi une déesse nommée Nebtou, qui était la divinité de l'oasis du désert et une femme de Khnoum. 